# John Bradburne
John Randal Bradburne OFS, (Skirwith, 14 giugno 1921 – Mutoko, 5 settembre 1979) è stato un missionario inglese, membro laico dell'Ordine francescano secolare.
Direttore del lebbrosario di Mutemwa, nei pressi della cittadina di Mutoko, fu assassinato nel contesto delle turbolenze della guerra civile in Rhodesia ed è stato candidato per una causa di canonizzazione.

## Biografia
Nato nel 1921 nel villaggio Skirwith, in Cumbria, dove fu battezzato con rito anglicano il 31 luglio 1921. Insieme a due sorelle e due fratelli, era figlio di Erica May Bradburne e del pastore anglicano Thomas William Bradburne, quest'ultimo, all'epoca, Rettore di Skirwith. John era anche cugino del drammaturgo Sir Terence Rattigan e lontano parente di Lord Christopher Soames.

### Istruzione
Bradburne frequentò presso la Gresham's School dal 1934 al 1939, una rinomata independent school del Norfolk. Completati gli studi secondari, stava progettando di proseguire all'università quando, con lo scoppio della seconda guerra mondiale, si ritrovò arruolato nell'esercito britannico.

### Servizio militare
Bradburne fu assegnato al 9º Fucilieri Gurkha dell'Indian Army nel 1940, con cui si ritrovò presto nella Malesia britannica per far fronte all'invasione dell'Esercito imperiale giapponese. Dopo la caduta di Singapore passò un mese nella giungla. Insieme a un altro ufficiale Gurkha, cercò di raggiungere Sumatra con un sampan, ma il tentativo fallì col naufragio dell'imbarcazione. Un secondo tentativo si concluse con successo: portato in salvo da un cacciatorpediniere della Royal Navy, fece ritorno a Dehradun e per la fuga fu insignito della Military Cross. Da allora prestò servizio attivo in Birmania con i Chindits di Orde Wingate.

### Carriera
Bradburne ebbe una prima esperienza religiosa durante la campagna della Malesia. Quando fece ritorno in Inghilterra dopo la fine della guerra, andò a vivere con i Benedettini dell'abbazia di Buckfast, dove si convertì al Cattolicesimo romano nel 1947. Avrebbe desiderato diventare monaco benedettino, ma l'ordine non lo accettò tra suoi ranghi perché si era allontanato dalla Chiesa per due anni.
Dopo un po' avvertì forte il desiderio di viaggiare. Per questo, nei successivi sedici anni vagò per l'Inghilterra, la Francia, l'Italia, la Grecia e il Medio Oriente, avendo come unica compagna di viaggio una valigia Gladstone. In Inghilterra si fermò con i Certosini per sette mesi. In Israele si aggregò alla piccola Congregazione di Nostra Signora di Sion, fondata per la conversione degli Ebrei, quindi si mosse come novizio a Lovanio, in Belgio, dove si fermò per un anno e incontrò Géza Vermes, che sarebbe divenuto un celebre studioso In seguito, camminò fino a Roma e visse per un anno sul soppalco dell'organo di una piccola chiesa di un villaggio di montagna, suonando l'organo. Poi provò a vivere da eremita a Dartmoor, quindi raggiunse la benedettina abbazia di Prinknash, prima di entrare come sagrestano nel coro della Cattedrale di Westminster. Il cardinale William Godfrey gli chiese di diventare il custode della sua casa di campagna, Hare Street House, nell'Hertfordshire. Lungo il cammino, nel giorno di Venerdì santo del 1956, si unì all'Ordine francescano secolare ma rimanendo allo stato laicale. Tuttavia, decise di voler essere seppellito con le vesti dell'ordine.
L'ansia girovaga era quasi declinata nel 1962, quando scrisse a un suo amico gesuita nell'allora Rhodesia per chiedergli se vi fosse in Africa una caverna dove potesse pregare. Nella risposta trovò un invito a recarsi subito in Rhodesia come aiuto missionario. Dopo il suo arrivo, nel 1962, Bradburne rivelò a un prete francescano di avere tre desideri: aiutare le vittime della lebbra, morire martire, essere seppellito con la tonaca francescana. Nel 1964 divenne custode di una struttura presso Salisbury (ora Harare) e nel 1969 i missionari gesuiti lo introdussero nello stabilimento per lebbrosi vicino al monte Mutemwa (Mutemwa Leprosy Settlement), presso la città Mutoko, nel nord-est del Paese, 143 chilometri a nordovest di Salisbury e a una cinquantina di miglia dal confine col Mozambico. Arrivò a esserne guardiano nel 1969, rimanendovi fino alla morte, vivendo in una spartana capanna di lamiera zincata.

### Morte
Nel luglio 1979, la guerra civile in Rhodesia era alle porte del lebbrosario, ed entrava nell'ultimo dei suoi quindici anni. Bradburne fu pregato dai suoi amici di allontanarsi e mettersi in salvo ma egli insisté a voler rimanere vicino ai lebbrosi, nel tentativo di impedire il saccheggio della struttura. Il 2 settembre 1979, un sabato, fu rapito e consegnato ai guerriglieri con l'accusa di essere un informatore. Il comandante dei militari, non trovando alcun motivo contro di lui, lo lasciò andare in libertà, ma fu trovato morto il 5 settembre, tre giorni dopo il rapimento, colpito alla schiena con arma da fuoco. Fu vestito, adempiendo ai suoi desideri, con indosso la tonaca francescana, e fu seppellito al cimitero missionario di Chishawasha, circa 18 chilometri a nordest di Salisbury.

## Memoria
Articoli di approfondimento sulla vicenda biografica e l'eredità spirituale di John Bradburne e di Mutemwa sono apparsi sul Sunday Telegraph del 23 aprile 1989 e del 28 agosto 1994 e sulla versione on line il 14 settembre 2009. Gli ultimi due erano scritti dal curatore del giornale, Charles Moore, che era stato in visita a Mutemwa.
Nel luglio 2001, il padre francescano Paschal Slevin, ha presentato una petizione a Patrick Fani Chakaipa, arcivescovo di Harare, per un'indagine sulla canonizzazione di Bradburne. Padre Slevin ha così commentato: «Non ho alcun dubbio che John è morto da martire per la sua determinazione di servire i suoi amici, i lebbrosi. Se il suo martirio è accettato, la causa di santità potrebbe essere abbastanza veloce».
Una funzione religiosa in sua memoria si tiene ogni anno a Mutemwa, dove si raccolgono ogni volta oltre 25.000 persone. Nel 2009, una messa celebrata per commemorare il trentesimo anniversario della sua morte si è tenuta a Londra, nella Cattedrale di Westminster.
Come poeta, ha lasciato 6.000 pagine di poesie.
Nel maggio 2017 veniva conferito mandato dalla John Bradburne Memorial Society al postulatore, dott. Enrico Graziano Giovanni Solinas per iniziare la causa sulla vita, virtù e fama di santità di John.
Nel 2018 l'arcivescovo di Harare (Zimbabwe), Mons. Robert Ndlovu dava il suo placet e quello della Conferenza Episcopale dello Zimbabwe all'inizio della causa e a seguito di debita richiesta, riceveva il Nihil obstat da parte della Santa Sede. Il giorno 5 settembre 2019, presso il lebbrosario di Mutembwa, vicino al quale John fu assassinato 40 anni prima, veniva celebrata una Santa Messa alla presenza di 15000 persone e 480 tra vescovi, sacerdoti e diaconi, per l'apertura ufficiale della causa di canonizzazione del Servo di Dio John Bradburne.